# スパイダーマン (1981年のテレビアニメ)
スパイダーマン（Spider-Man）は、1981年から1982年まで番組販売で放送されたアメリカ合衆国のテレビアニメ。

## 概要
本作は1967年版以来となるスパイダーマンのアニメ作品であり、前作とは繋がりのない構成となっている。同年に設立したマーベル・プロダクションは本作からアニメーション作品を手掛けていくこととなる。本作の初回と同日には別作品であるスパイダーマン&アメイジング・フレンズがNBCにて放送が行われた。アメイジング・フレンズとは異なり、本作はスパイダーマンが従来通り単独行動によるヒーロー活動を主としている。音楽や効果音は2作品どちらも共通のものを採用。
下請けは韓国のドン・ソ・アニメーション（Dong Seo Animation）によるものだが、第18話『The Capture of Captain America』は東映動画がクレジットなしでアニメーション制作を担当。以降はアメイジング・フレンズ、地上最強のエキスパートチーム G.I.ジョー、戦え!超ロボット生命体トランスフォーマーなど1988年までマーベルとの合作体制が続いた。
本作からショッカーやカメレオンにドクター・ドゥームなどの悪役が登場し、キャプテン・アメリカやサブマリナーといったヒーローも登場している一方、グウェン・ステイシーとメリー・ジェーンは本作では未登場。ハリー・オズボーンも登場しておらず、このアニメでは発明家という設定になっている。
アメリカでは2011年から2013年までNetflixで配信され、2019年11月からはDisney+で配信されている。日本での配信は今のところ予定されていない。

### キャラクターデザイン
ピーター・パーカー、メイ・パーカー、J・ジョナ・ジェイムソン、そして本作に登場する脇役などのキャラクター・デザインは、当時のコミック本にかなり忠実しており、主にジョン・ロミータ・Jrが1970年代に担当したコミック・ストリップのイラストを参考にしている。子供向けとして制作するために、暴力シーンをカットし、スパイダーマンが宿敵をやっつけるシーンも除去されている。
ピーターのマスクは、1960年代のアニメ版と違って首に掛かるようにコスチュームと繋がっているため、スパイダーマンに変身するときに頭から被っている。

## ストーリー
ピーター・パーカーは、エンパイア・ステート大学に通う大学生。デイリー・ビューグル社にアルバイトでカメラマンとして働き、J・ジョナ・ジェイムソンの命令とあればとっさに行動をとる。ベティ・ブラント、ロビー・ロバートソンとは親しいながら、ジェイムソンの甥のモーティマーには負けないぐらい。なにか事件があったとき、ピーターはスパイダーマンに着替え、ドクター・ドゥーム、グリーン・ゴブリン、ドクター・オクトパス、緑帽子で黒仮面のサイドワインダー、サーカス悪党のリングマスターなどといったヴィランの魔の手からニューヨークの街を救う。

## キャラクター

### デイリー・ビューグル社
スパイダーマン/ピーター・パーカー
声 - テッド・シュワルツ
J・ジョナ・ジェイムソン
声 - ウィリアム・ウッドソン
デイリービューグルの編集長。スパイダーマンの正体を知りたがる頑固な人。ブラック・キャットに少々弱いところがある。
ベティ・ブラント
声 - モナ・マーシャル
デイリービューグルの秘書、本作より黒髪。ピーターからは「ベティ」、ジェイムソンからは「ミス・ブラント」、ジェイムソンには「ジェイムソンさん」と呼ぶ。「Revenge of the Green Goblin」ではハロウィーンの日にピーターから黒い猫をプレゼントされ、とても喜んでいた。
ジョー・ロビー・ロバートソン
声 - リー・ベイリー
スパイダーマンのことをヒーローだと思っており、ジェイムソンの行動には呆れている。過去には、ドクター・ドゥームに捕まって自分の影武者（ロボット）にされたこともある。
モーティマー
声 - マイケル・シーハン
ジェイムソンの甥。ジェイムソンのことは（ロビーと同じく）、ジョナおじさんと呼んでいる。ピーターとはライバルな関係にあり、1話では証拠写真を持ってこれたもののカメラが海に落ちてしまい、写っていた写真は消えてしまった。

### そのほかのヒーロー
キャプテン・アメリカ / スティーブ・ロジャース
声 - ジョージ・ディセンゾ
レッドスカルに捕まったヒーロー。しかし、それを目撃したスパイダーマンに助けられ、お互いに握手をした。
第18話に登場。
サブマリナー/ネイモア王子
声 - ヴィック・ペラン
いとこのネイモリータが化学物質で汚染されてしまった影響で、ネイモアは地上世界に恨みを持ってトラックなどを押し倒した。そこでスパイダーマンとも戦うことになるが、煙突を持ち上げて投げ込もうとして煙に巻かれて気絶した。スパイダーマンが子供たちに「サブマリナーに水をかけてくれない？」と頼んだところOKを貰い、ネイモアは生き返った。
マイティ・ソー / ドナルド・ブレイク
声 - ジャック・エンジェル
メトロ病院の医師、ネイモリータを救った恩人。

### ピーターの家族
ベン・パーカー
声 - ポール・ウィンチェル
ネックレスの幻影として第22話に登場。幻のベンは、「スパイダーマンのせいで眠れない！」とメイに伝えたことがある。
メイ・パーカー
声 - モーガン・ロフティング
スパイダーマンが嫌いな女性、第22話より彼に復讐をするも失敗した。

### 悪役
ドクター・オクトパス
声 - スタン・ジョーンズ
タコ足を付けた悪の科学者。第1話で全世界の石油を奪おうとしたが、スパイダーマンに負けた。
グリーン・ゴブリン/ノーマン・オズボーン
声 - ニール・ロス
第10話に登場。列車の衝突事故でノーマンは、自分がグリーンゴブリンであることを思い出し、スパイダーマンに復讐したが失敗した。
ミステリオ
声 - マイケル・ライ
ニューヨークで大人気ナイトクラブの経営者としてディスコが大好きなファンや常連客を奴隷に変え、スパイダーマンを攻撃させようとした犯罪者。
リザード
声 - コーリー・バートン
セントラルパーク動物園の爬虫類や他の動物を解放させ、爬虫類軍団を結成させるためにニューヨークの街を巨大なジャングルに変えた後、天気を変えるマシンで遊び場を作った。リザード自身の目標は全て達成したがスパイダーマンに負け、爬虫類の動物たちは檻に戻された。
ヴァルチャー
声 - ドン・メシック
NASAの宇宙探査機を求めてた男。ハリーの服を着ていたピーターをハリーと思って連れ去ったことがある。
クレイヴン・ザ・ハンター
声 - ジャック・ドレオン
ジェイムソンの頼みでデイリービューグルのマスコットになったハンター。ザブを捕まえたが、カ・ザールが来た際、ビューグルがタダでカ・ザールと戦わせた。しかし、カ・ザールから自分の檻に叩き込まれて失敗に終わった。
マグニートー
声 - ウォーカー・エドミストン
Xメンの悪役。ニューヨークの発電所から惑星の変圧器を制御不能にさせ、マンハッタンなどの街を暗闇に変えていった。
カメレオン
声 - ジョン・H・メイヤー
変装の達人で、霊媒師メンターに変装してメイを騙した犯罪者。
コリーン
声 - リンダ・ゲイリー
カメレオンの共犯者。彼女が叔母に化ける際、メイに霊媒師のグレート・メンターを紹介した。
キャット・バグラー
声 - ロン・ファインバーグ
スパイダーマンの秘密を知る犯罪者。ベンを殺した泥棒は、彼のいとこ。
サンドマン
声 - アンドレー・スレイカー
砂の能力を持つ犯罪者。もっと強いパワーが欲しいためにNASAから土壌サンプルを盗んだが、スパイダーマンに逮捕された。
ブラックキャット
声 - モーガン・ロフティング
デイリービューグルの新年会に乱入し、参加者の宝石を盗んだ犯罪者。スパイダーマンに挑戦状を送り、貨物船から有名な高級アーティファクト「マルタのネズミ」を盗むと告げたが失敗。マルタのネズミがジョニー・グリフォン・ショーに来ていると知ったとき、それを再び盗もうとしたが、スパイダーマンに捕まり、ニューヨーク警察に連行された。
レッドスカル
声 - ピーター・カレン
精神を取り替える装置を発明した犯罪者。キャプテン・アメリカとスパイダーマンを監禁して2人の精神を入れ替えてから、軍隊を支配しようと企んでいた。結果的には失敗し、レッドスカルは逮捕された。
リングマスター
声 - レジス・コーディック
サーカスの団長。街を混乱させてスパイダーマンのせいにしようと催涙ガスで銀行を襲っていた。
ギズモ教授
声 - レジス・コーディック
ロビンソン教授の元パートナー。ロビンソンが発明したリモコンを盗み、戦車2台を暴走させたことがある。
リチャード・ロビンソン教授
声 - ？
ギズモ教授の元パートナー。
ニーマン博士
声 - ヘンリー・コーデン
レッドスカルの下で働いていた科学者。スカルの命令により、精神転送装置を発明した。
スタントマン/トライアングル・オブ・イビル
声 - ？
ビヨンド・ビリーフショーからダイヤモンドと壺を盗んだ犯罪者。スパイダーマンに綱渡りレースの相手をしてもらおうと挑戦状を送ったが、綱渡りレースにはスパイダーマンが勝ち、トライアングルが負けた。
ゾルタン・アマデウス/ドクター・ブラッドリー・ショー
声 - ジェフ・デヴィッド
スパイダーマンの血液を実験している最中、ブラッドリーは怪人ネフィリア（半分がクモで半分が人間）になった。アラクノイドにも似ているが、本人ではない。
ペニー
声 - ？
ブラッドリーの仲間で、スパイダーマンのDNAを奪った女。
ウィザード
声 - ジョージ・ディセンゾ
反重力の研究をしていた科学者。メデューサからパートナー解消させられそうになり、奴隷の首輪を仕掛けて軍の兵器を盗むよう命じた。
メデューサ
声 - B・J・ウォード
ウィザードのしもべで（洗脳させるための首輪もあった）、スパイダーマンとの関係も持っていた。
キングピン
声 - スタン・ジョーンズ
マフィアのボス。
シルバーメイン
声 - ？
キングピンとの闘いを辞めるためにニューヨークにやってきた犯罪組織のボス。
ハンマーヘッド
声 - ウィリアム・ボイエット
シルバーメインの手下。
ハル・ハンター
声 - ？
キングピンの子分。
シーザー・シセロ
声 - ジャック・エンジェル
マン＝マウンテン・マルコ
声 - ？
エベレット教授
声 - ？
溶解液を扱った最強兵器を発明した科学者。
サイドワインダー/ワイルド・ウィリー・ウィルソン
声 - フィリップ・L・クラーク
ロボットの馬に乗った犯罪者。ロデオ・ショーで黄金の拍車を盗もうと乗り込むが、スパイダーマンに捕まって失敗に終わる。
サイドワインダーの娘
声 - ？
ウィルソンの娘で元パートナー。ウィルソンが犯した罪を明かすための証拠を探すために、ロデオ・ショーで働いていた。
ピエロ
ロデオ・ショーのピエロで、サイドワインダーの手下。
ドクター・ドゥーム/ビクター・フォン・ドゥーム
声 - ラルフ・ジェームス
ファンタスティック・フォーの悪役。ドゥームが少年時代の頃にバロンの手下の衛兵に追われていたことがある。丘の中に隠れていたところをボリスが見つけた。ビクター自身は回復したが、父は被爆して死亡している。
ロボット
ドクター・ドゥームのロボット軍団。
ゾルタン博士
声 - ？
ドクター・ドゥームの手下として働いていた科学者。
ゴロン
声 - ？
目に魔法のビームを放つ魔術師。様々な能力でスパイダーマンと戦ったが、スパイダーマンが持った鏡（ソーラーミラー）で跳ね返され、ゴロンはシワシワの爺さんになった。

### その他
ネイモリータ
声 - B・J・ウォード
ネイモアのいとこ。魚を探すために海を泳いでいる最中、キングピンの研究室から流出した化学物質に汚染されてしまい、気絶してタコに連れ去られてしまったが、サブマリナーに救われ、ブレイク先生の病院で治療してもらった後、彼女の容態は回復した。
サリー・ボーモント
声 - ？
NASAから招待されたピーターの同行者。ピーターの失敗には、イライラするほど。
ケイザー
声 - ？
『The Hunter And Hunted』に登場。
事務総長
声 - ？
国連の事務総長、名前は無いがメガネを掛けている。ドクター・ドゥームが世界中の人々を洗脳させて世界の指導者にしていることを知っていた人物。ドクター・ドゥームに捕まったが、スパイダーマンに助けられている。
校長先生
声 - ブライアン・カミングス
エンパイアステート大学の校長
ジョアン
声 - ？
ゲリラ戦で訓練を受けていた地下組織ラトベリアの戦士、元農家。ドクター・ドゥームのエピソードに度々登場している。
ウィルバー・モーゼス
声 - ？
第2話「Dr. Doom, Master of the World」に登場する白ひげの勇敢な老人飛行士。スパイダーマンがアメリカ合衆国の大統領を探すのにモーゼスがフォッカー三葉機でジャージーシティーまで1時間20ドルで乗せて行ったことがある。

## エピソードリスト
| No. | サブタイトル | 原題                                 | 脚本                  | 演出                    | 放送日         | 備考 |
| --- | ------------ | ------------------------------------ | --------------------- | ----------------------- | -------------- | ---- |
| 1   |              | Bubble, Bubble, Oil and Trouble      | ジェフリー・スコット  | 不明                    | 1981年 9月12日 |      |
| 2   |              | Dr. Doom, Master of the World        | ジェフリー・スコット  | 不明                    | 9月19日        |      |
| 3   |              | Lizards, Lizards, Everywhere         | ジェフリー・スコット  | 不明                    | 9月26日        |      |
| 4   |              | Curiosity Killed the Spider-Man      | ジェフリー・スコット  | 不明                    | 10月3日        |      |
| 5   |              | The Sandman Is Coming                | ジェフリー・スコット  | 不明                    | 10月10日       |      |
| 6   |              | When Magneto Speaks... People Listen | 不明                  | 不明                    | 10月17日       |      |
| 7   |              | The Pied Piper of New York Town      | 不明                  | 不明                    | 10月24日       |      |
| 8   |              | The Doctor Prescribes Doom           | 不明                  | 不明                    | 10月31日       |      |
| 9   |              | Carnival of Crime                    | ラリー・パ            | 不明                    | 11月7日        |      |
| 10  |              | Revenge of the Green Goblin          | ラリー・パ            | 不明                    | 11月14日       |      |
| 11  |              | Triangle of Evil                     | 不明                  | 不明                    | 11月21日       |      |
| 12  |              | The A-B-C's of D-O-O-M               | ラリー・パ            | 不明                    | 11月28日       |      |
| 13  |              | The Sidewinder Strikes               | 不明                  | 不明                    | 12月5日        |      |
| 14  |              | The Hunter and the Hunted            | 不明                  | 不明                    | 12月12日       |      |
| 15  |              | The Incredible Shrinking Spider-Man  | ドナルド・F・グラット | 不明                    | 12月19日       |      |
| 16  |              | The Unfathomable Professor Gizmo     | 不明                  | 不明                    | 12月26日       |      |
| 17  |              | Cannon of Doom                       | ラリー・パ            | 不明                    | 1982年 1月2日  |      |
| 18  |              | The Capture of Captain America       | ドナルド・F・グラット | 不明                    | 1月9日         |      |
| 19  |              | The Doom Report                      | ラリー・パ            | 不明                    | 1月16日        |      |
| 20  |              | The Web of Nephilia                  | クリスティ・マークス  | 不明                    | 1月23日        |      |
| 21  |              | Countdown to Doom                    | ダグラス・ブース      | 不明                    | 1月30日        |      |
| 22  |              | Arsenic and Aunt May                 | ドナルド・F・グラット | 不明                    | 2月6日         |      |
| 23  |              | The Vulture Has Landed               | ダグラス・ブース      | 不明                    | 2月13日        |      |
| 24  |              | Wrath of the Sub-Mariner             | ドナルド・F・グラット | 不明                    | 2月20日        |      |
| 25  |              | The Return of the Kingpin            | 不明                  | 不明                    | 2月27日        |      |
| 26  |              | Under the Wizard's Spell             | クリスティ・マークス  | デビッド・H・デパティエ | 3月6日         |      |

## 映像ソフト化
日本では発売されていないが、海外では1980年代から発売されている。

### リージョン1
カナダでは、モーニングスター・エンターテインメントから「The Vulture Has Landed」をVHS『Spider-Man VS. Vulture』に収録して発売。このビデオには、スパイダーマン1967のエピソード「The Vulture's Prey 」「The Dark Terrors」を収録している。「Canon of Doom」というエピソードもビデオ化されたことがあり、こちらは「The Fantastic Four VS. Doctor Doom」の映像特典として収録。「Arsenic And Aunt May」という回では、主にキャプテン・アメリカの「The Fantastic Origin Of The Red Skull」に映像特典として収録されたこともあるほか、シリーズVHS（カメレオン、メイおばさん、スパイダーマンの3人が表紙となっている）にも収録されている。モーニングスターから発売されているビデオには、1985年にプリズム・ビデオからマーベル・ビデオ・ライブラリー集の一部として発売されたVHSとベータマックスからマスタリングされている。

### リージョン2
2008年4月、リベレーション・エンターテインメントは、ジェティックス・ヨーロッパから『スパイダーマン』と他のマーベル作品のビデオソフトの商品化権を獲得。
2009年、Clear Visionが商品権を引き継ぎ、イギリスで全4巻のDVDを2010年6月7日、7月5日、8月2日、2010年9月6日に発売。2011年にはトリプル・パック、2013年3月11日にはコンプリートBOXが発売された。
ドイツでは、Clear VisionからシリーズのDVD全4巻が「スパイダーマン5000」のタイトルで発売された。

## スタッフ
エンディングにて表記（東映アニメーションはノンクレジット）。
- 原作 - スタン・リー、スティーブ・ディッコ
- 作曲 - ジョニー・ダグラス
- アニメーション・ディレクター - ジェリー・チニキー、スティーブ・クラーク、ジョン・ジブス、シド・マークス、ボブ・リチャードソン、ネルソン・シン、ハリー・ライト
- 仕上げ担当 - ライル・ベッズ、ラリー・ハーバー、ブルース・ベネット、エレン・ハルトグレン、ノーム・カブラル、ボイド・キークランド、ダン・フォーセット、マリオ・ピルソ、ネイル・ガローウェイ、デブラ・ピューグ、グレッグ・ガルシア、ヘイス・サージェント、ゲイリー・グラハム、デイヴ・シャープ、リッチ・グラハム、ロイ・スミス、ヘイル・ヘップワース、グラント・ウィルソン、スチュアート・ヘイムダル、ロイ・ウィルソン、ビル・ウォーリー
- 絵コンテ - リック・ホバーグ、カレン・ホーテイリング、シャーマン・ラヴィー、マリオ・ピルッソ、ヘンリー・タッカー
- 音楽作曲・指揮担当 - ジョン・ダグラス
- 脚本 - クレイトン・バーンズ、ダグ・ブース、フランシス・K・フェイガン、ドナルド・F・グラット、ジャック・ハンラハン、クリスティ・マルクス、ラリー・パー、ジェフリー・スコット
- 監修 - ロバート・T・ギルズ
- 音楽編集 - ジョー・シラクサ
- 効果編集 - ジム・ブロジェット、リチャード・ギャノン
- 制作管理 - ハーシー・コンドン
- 監修チェック - アーマンド・ショー
- プロデューサー - アート・ヴィテッロ
- 製作協力 - スタン・リー
- 製作総指揮 - デビッド・H・ディパティエ、リー・ガンサー
- 制作 - マーベル・プロダクション、東映アニメーション（第18話のみ）